# Којадиновић
Којадиновић је српско презиме, истоимено на име предака и направљено са типичним српским патронимским продуктивним суфиксом „-овић“ од сада застарелог, архаичног мушког крсног имена Којадин, само варијанте Константина преко хипокористика Која (која даје и презимена као што су Којић, Којовић, и Којановић) + -дин (уп. српска лична имена Стоја дин, Мила дин, Обра дин, Жива дин итд.).
Може се односити на следеће особе:
- Драган Којадиновић
- Миодраг Којадиновић
- Угљеша Којадиновић
- Феликс Којадиновић